# Boura (Yorosso)
Pour les articles homonymes, voir Boura.
Boura est une localité et une commune rurale du Mali, chef-lieu d'arrondissement dans le cercle de Yorosso et la région de Koutiala.

## Histoire
La commune rurale de Boura est créée par la loi 96–059 du 4 novembre 1996, dans le cercle de Yorosso et la région de Sikasso.

## Villages
La commune s'étend sur 15 localités relevées lors du recensement général de 2009. 
Les villages les plus peuplés sont :
- Boura (3 795 habitants)
- Koloni (2 648 habitants)
- Mougna (2 271 habitants)

## Culture
La première édition du Festival des masques et marionnettes de Yorosso a eu lieu du 1er au 4 décembre 2011 à Boura. Le festival est organisé par l'Association pour le développement de Yorosso.